# Jim Lindberg
James William Lindberg, più comunemente noto come Jim Lindberg (Hermosa Beach, 26 luglio 1965), è un cantante statunitense.

## Carriera
È il cantante dei Pennywise, gruppo californiano skate punk.
Ha formato il gruppo nel 1988 con Fletcher Dragge (chitarre), Jason Thirsk (basso, morto nel 1996) e Byron McMackin (batteria). I quattro erano in precedenza alunni di due scuole superiori di South Bay, la Redondo Union High School e la Mira Costa dove Lindberg si è diplomanto nel 1983. Lindber si è poi laureato all'UCLA di Los Angeles nel 1989.
Nella carriera con i Pennywise, Jim ha pubblicato 9 album completi sotto la Epitaph Records.
Nel 2006 ha partecipato alla creazione di un album di cover dei Ramones per bambini, Brats on the Beat, suonando la canzone Blitzkrieg Bop.
Lindberg ha anche pubblicato il suo primo libro nel maggio 2007 dal titolo Punk Rock Dad. No Rules, Just Real Life. Il libro esplora la dicotomia tra l'essere un marito responsabile e padre di 3 figlie e l'essere frontman di un gruppo punk rock impegnato politicamente; il libro contiene aneddoti di entrambi i ruoli.
Il 21 agosto 2009 annuncia, tramite il myspace dei Pennywise, la sua separazione dal gruppo. La band ha comunque evidenziato l'intenzione di andare avanti, cercando un nuovo cantante.
Nel 2010 ha formato i The Black Pacific, con i quali ha pubblicato un album studio.
Il 29 ottobre 2012 sulle frequenze di KROQ insieme a Fletcher Dragge annuncia che è ufficialmente tornato in gruppo con i Pennywise.

## Album dei Pennywise
- 1989 - A Word from the Wise
- 1989 - Wildcard
- 1991 - Pennywise
- 1992 - A Word from the Wise/Wildcard
- 1993 - Unknown Road
- 1995 - About Time
- 1997 - Full Circle
- 1999 - Straight Ahead
- 2000 - Live @ the Key Club
- 2001 - Land of the Free?
- 2003 - From the Ashes
- 2005 - The Fuse
- 2008 - Reason to Believe